# Bisdom Haarlem (oudkatholiek)
Het bisdom Haarlem is een bisdom van de oudkatholieke Kerk in Nederland. De kathedraal is de H.H. Anna en Mariakathedraal. Het bisdom omvat de provincies Noord-Holland en de plaats Mijdrecht.

## Geschiedenis

### Oprichting
In 1559 werd het bisdom vanuit de Rooms-Katholieke Kerk opgericht als onderdeel van een grote herstructurering van de Katholieke Kerk in het huidige Nederland, België en Luxemburg. Tot dan toe viel dit gebied onder het bisdom Utrecht. De intentie van deze opdeling in kleinere bisdommen was om enerzijds corruptie binnen de kerk beter aan te kunnen pakken, en anderzijds om het opkomende protestantisme het hoofd te kunnen bieden. In 1581 echter werd het katholicisme verboden in het Nederland van boven de rivieren. De paus besloot daarop om geen nieuwe bisschoppen meer te benoemen en hij richtte de Hollandse Zending op om in dit gebied te missioneren.

### Voortzetting na 1581
Niet iedereen was het eens met dit besluit van de paus. De geestelijken in de kapittelen (besturen) van de bisdommen Haarlem en Utrecht meenden dat er voldoende draagvlak was om de Katholieke Kerk voort te zetten. Zij bleven de bisdommen besturen en noemden zich de Roomsch Katholieke Kerk van de Oud-Bisschoppelijke Clerezie, wat later verkort werd tot de Oudkatholieke Kerk. In 1723 werd Cornelius Steenoven tot aartsbisschop van Utrecht gewijd zonder toestemming van Rome. Hiermee was er een breuk met de rooms-katholieken.

## Huidige structuur

### Parochies en staties
De huidige indeling van parochies en staties is als volgt:
- Alkmaar, parochie van de H. Laurentius
- Amsterdam, parochie van de HH. Petrus en Paulus & H.H. Johannes en Willibrordus
- Den Helder, parochie van de H. Nicolaas
- Egmond aan Zee, parochie van de H. Agnes
- Enkhuizen, parochie van de H.H. Gummarus en Pancratius
- Haarlem, parochie van de H.H. Anna en Maria
- IJmuiden, parochie van de H.H. Adelbertus en Engelmundus
- Krommenie, parochie van de H. Nicolaus
- Mijdrecht, statie van de H. Elia